# ブラウンシー島
ブラウンシー島（ブラウンシーとう、英: Brownsea Island）は、イギリスの小島。座標位置は、北緯50度41.5分、西経1度58分である。
ロンドンの南西約100km、イギリス本島の南、イギリス海峡に面したボーンマス（Bournemouth）の西側、プール湾(Poole Harbour)内に浮かぶ8つの島のうち最大のもので、長径2km、短径1kmほどの東西に長い楕円形をしている。島内には2つの小さな湖がある。
ローマ時代のガレー船や古代デンマークの帆船が基地としており、クヌート王が財宝を隠したとの伝説もある。15世紀には海賊ハリー・ページの隠れ家があり、16世紀には密輸業者がアジトとしていた。1901年以降はバン・ラルート家の地所となっていた。現在、島のほとんどはイギリスのナショナル・トラストによって所有され、自然保護区に指定されている。
この小島は、ボーイスカウト運動の始まりの地として有名である。
1907年8月初旬、ロバート・ベーデン＝パウエル卿と20名の少年たちがこの島で8日間の実験キャンプを行った。これは「ブラウンシー島実験キャンプ」と呼ばれ、現在この島にはそれを記念する石碑（スカウト・メモリアル・ストーン）が立っている。
島にはブラウンシー野外劇場があり、毎年、シェイクスピア劇の公演が行われる。